# Серравалле (Тічино)
Серравалле (італ. Serravalle) — громада  в Швейцарії в кантоні Тічино, округ Бленіо.

## Географія
Громада розташована на відстані близько 135 км на південний схід від Берна, 25 км на північ від Беллінцони.
Серравалле має площу 96,8 км², з яких на 1,8% дозволяється будівництво (житлове та будівництво доріг), 12,4% використовуються в сільськогосподарських цілях, 47,3% зайнято лісами, 38,5% не є продуктивними (річки, льодовики або гори).

## Демографія
2019 року в громаді мешкало 2075 осіб (+4,2% порівняно з 2010 роком), іноземців було 8,9%. Густота населення становила 21 осіб/км².
За віковим діапазоном населення розподілялося таким чином: 19% — особи молодші 20 років, 55,8% — особи у віці 20—64 років, 25,3% — особи у віці 65 років та старші. Було 934 помешкань (у середньому 2,2 особи в помешканні).
Із загальної кількості 603 працюючих 118 було зайнятих в первинному секторі, 254 — в обробній промисловості, 231 — в галузі послуг.